# Чжаньжань
Чжаньжань (кит. упр. 湛然, пиньинь Zhànrán) (711—782) — буддийский наставник, патриарх школы Тяньтай.
Резиденцией Чжаньжаня был монастырь Гоцинсы в горах Тяньтайшань. Его приглашали ко двору три сменявших друг друга на престоле императора династии Тан, но он неизменно отказывался, ссылаясь на болезнь. Прославился своей успешной полемикой с представителями других буддийских течений. При Чжаньжане и во многом благодаря его усилиям школа Тяньтай достигла наивысшего расцвета.
Основные из десяти сочинения Чжаньжаня — «Чжи гуань и ле» («Примеры содержания непосредственного созерцания»), «Цзиньган бэй» («Алмазная стела»).